# Monster
Monster е третият сингъл от петия студиен албум на американския рапър Кание Уест – My Beautiful Dark Twisted Fantasy. В песена освен Кание Уест участват и Джей Зи, Рик Рос, Ники Минаж и Джъстин Върнън, член на групата Бон Ивер. Песента е издадена на 23 октомври 2010 г.

## Позиции в музикалните класации
- Великобритания (The Official Charts Company)- 146[2]
- Канада (Canadian Hot 100) – 43[3]
- САЩ (Billboard Hot 100) – 18[4]
- САЩ (Hot R&B/Hip-Hop Songs – Billboard) – 30[5]
- САЩ (Rap Songs – Billboard) – 15[6]